# 托拉斯
托拉斯（英語：Trust）或商业信托是指在一个行业（商品领域）中，透过生产企业间的收购、合并以及托管等等形式，由一家公司兼併、包容、控股大量同行业企业来达到企业一体化目的的垄断形式。透过这种形式，托拉斯企业可以对该行业市场实现垄断，并且透过制定企业内部统一价格等等手段来使企业在市场中居于主导地位，实现利润的最大化。

## 兴起
20世纪初，美国出現举世著名的特大型托拉斯垄断企业标准石油（即美孚石油公司，現為艾克森美孚公司的一部分）、美国钢铁公司與美国烟草公司。
现在各大发达国家都先后制訂了競爭法，并且在各国该法案中对这一垄断形式进行了限制，禁止了过于庞大的托拉斯垄断。作为经济行为的托拉斯目前并未完全禁止，一些被认定为并未过度庞大的托拉斯的存在还属于法律允许范围之内。关于判断其是否过度庞大，各国各个时期的判别标准也不尽相同。

## 中国大陸
1964年，中国大陸也效仿苏联在一些行业实行托拉斯经营的办法，成立12家托拉斯：
- 中国烟草工业公司（轻工业部）
- 中国医药工业公司（化学工业部）
- 中国地质机械仪器公司（地质部）
- 中国盐业公司（轻工业部）
- 中国汽车工业公司（第一机械工业部汽车工业管理局）经理郭力，总工程师孟少农
- 中国橡胶工业公司（化学工业部）党组书记肖桂昌
- 拖拉机内燃机配件公司（农业机械部）
- 中国纺织机械公司（纺织工业部）
- 中国制铝工业公司（冶金部）
- 京津唐电力公司 （水利电力部）
- 长江航运公司（交通部）
- 华东煤炭工业公司（煤炭工业部）

1965年又成立四家全国性的托拉斯：
- 中国石油工业公司（石油工业部）
- 中国仪器仪表工业公司
- 中国木材加工工业公司（林业部）
- 中国黄金工业公司（冶金部）

与此同时，部分省、市也试办了一些由地方管理的托拉斯。如黑龙江省糖业公司，辽宁省柞蚕丝绸工业公司，北京玻璃总厂和北京塑料总厂，天津机床工业公司、天津造纸公司和天津染料化学公司，上海的轻工业机械公司、上海标准件公司和上海丝绸公司，浙江省糖业公司，重庆市皮革工业公司等。1966年，又举办了天津市针织托拉斯、天津市塑料托拉斯，第一机械工业部筹组的华东电力机械公司，石油部成立的抚顺石油公司，以及省属的黑龙江省仪器仪表联合工业公司，湖南省仪表工业公司等。
1983年成立的中国石油化工总公司（即现在的中石化），也是把全国以油气为原料的炼油、石油化工、化学纤维、化肥等分布在石油行业、化工行业、纺织行业、电力行业和地方省市领导的企业，实行集中领导，统筹规划、统一管理、联合经营的康采恩性质的总公司。

## 反托拉斯
由于一些托拉斯形态在发达国家目前已被宣布为违法，因此一般对于托拉斯的介绍，基本上都使用了“企业垄断市场的形态之一”的说法。另外，由于发达国家在法规上对于各种托拉斯都进行了各种各样的限制，对于一些以成立托拉斯为目的的企业合并行为，在成立时并不会公开发表其成立托拉斯的目的。目前对于一些同行业企业合并，以及同行业企业收购等行为，很多国家也在探讨其是否属于变相的托拉斯而触犯反垄断法。
然而，与代表公众利益的競爭法相反，现代的企业由于受到19世纪末以及20世纪初美国托拉斯企业繁荣的影响，目前把托拉斯化作为企业经营方向的企业也并不在少数。
与托拉斯相对，对于不同行业不同市场间的企业合并，由于基本上不会造成市场垄断，因此并未被反托拉斯法所禁止。

## 相關
- 卡特爾
- 辛迪加
- 康采恩
- 獨佔、寡占、共同競爭